# Baskett Slough National Wildlife Refuge

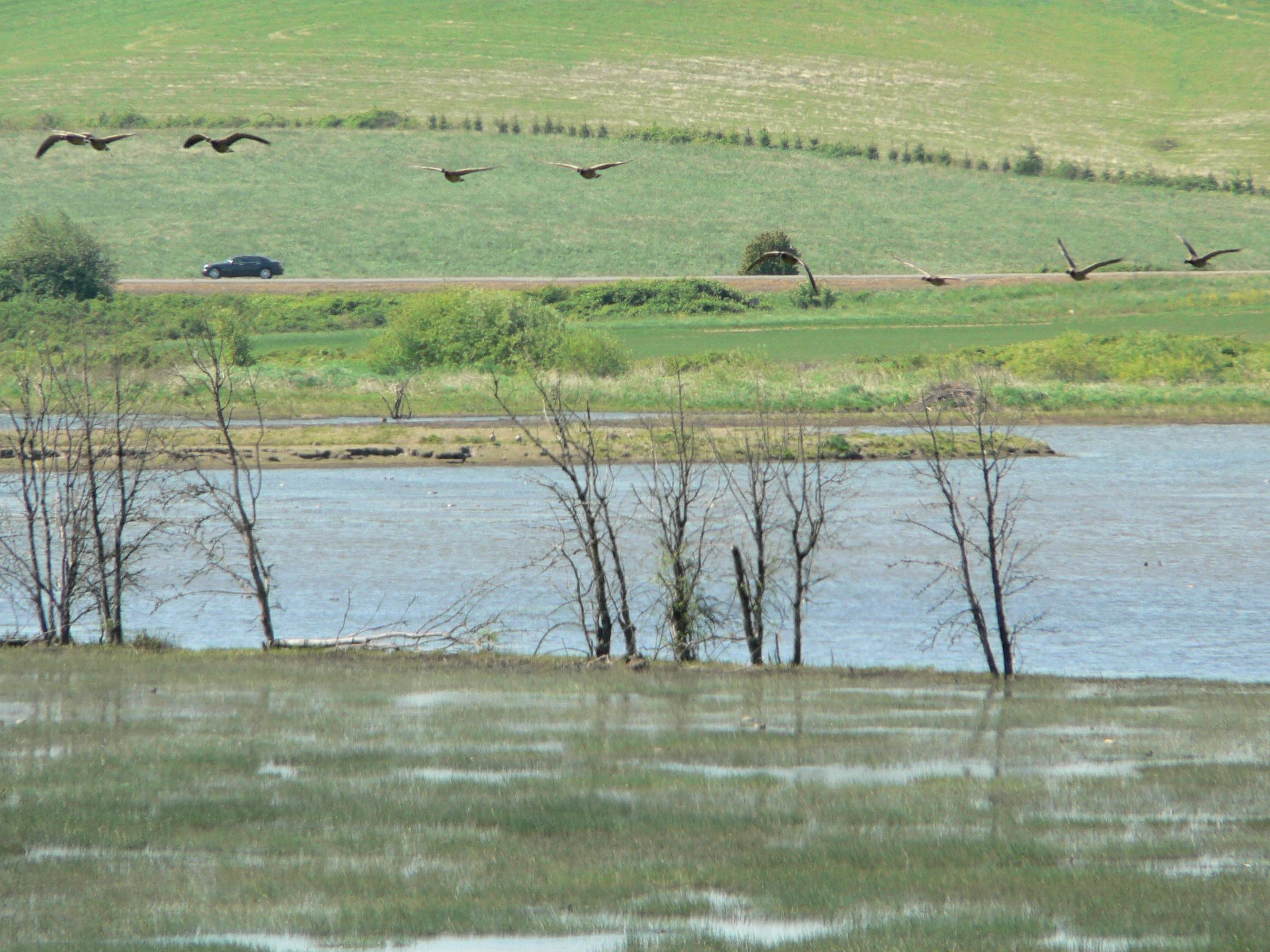
Kanadagänse überqueren fliegend einen Teil des Baskett Slough National Wildlife Refuge im Nordwesten Oregons. Das Naturreservat weist die von Kanadagänsen bevorzugte offene Landschaftsstruktur auf

Das Baskett Slough National Wildlife Refuge ist ein Naturreservat, das sich im Nordwesten des US-Bundesstaats Oregon befindet. Das Reservat liegt innerhalb landwirtschaftlich genutzter Flächen im Willamette Valley und zeichnet sich durch ein mildes Klima mit hohen Niederschlägen aus. Unter Schutz gestellt wurde es, weil es mit seinen ausgedehnten Marschen, Sümpfen und mäandernden Wasserläufen Vögeln ein ideales Überwinterungsrevier bietet. Das etwa 11 Quadratkilometer große Reservat wurde 1965 eingerichtet und wird heute vom U.S. Fish and Wildlife Service  betreut. Hier überwintern eine Reihe von Gänsearten, darunter die Blässgans und die Kanadagans. Bei einer Zählung im Jahre 2001 wurden hier 35.988 Schwäne, Gänse und Enten festgestellt.